# متالوآنزیم
متالوآنزیم Metalloenzyme یک نام کلی بوده و به گروهی از آنزیم‌ها گفته می‌شود که دارای یک کوفاکتور از جنس فلز هستند. شمار زیادی از آنزیم‌ها عضو این گروه هستند. متالوآنزیم‌ها بخشی از متالوپروتئینها هستند.

## طبقه‌بندی
متالوآنزیم‌ها به پنج گروه اصلی تقسیم می‌شوند:
- کربنیک انهیدراز
- آنزیم‌های وابسته به ویتامین بی ۱۲
- نیتروژنازها
- سوپراکسیددسموتاز
- پروتئینها حاوی کلروفیل

## نمونه‌هایی از متالوآنزیم‌ها
| یون      | نمونه‌هایی از آنزیم‌های حاوی این یون                                                |
| -------- | --------------------------------------------------------------------------------- |
| منیزیم   | گلوکز ۶ فسفاتاز هگزوکیناز DNA پلیمراز                                             |
| وانادیوم | وانابینس                                                                          |
| منگنز    | آرژیناز                                                                           |
| آهن      | کاتالاز هیدروژناز IRE-BP آکونیتاز                                                 |
| کبالت    | نیتریل هیدراتاز متیونیل آمینوپپتیداز متیل مالونیل کوآ موتاز ایزوبوتیریل کوآ موتاز |
| نیکل     | اوره آز هیدروژناز                                                                 |
| مس       | سیتوکروم اکسیداز لاکاز                                                            |
| روی      | الکل دهیدروژناز کربوکسی پپتیداز آمینوپپتیداز بتا آمیلویید                         |
| کادمیوم  | متالوتیونین                                                                       |
| مولیبدن  | نیترات ردوکتاز سولفیت اکسیداز گزانتین اکسیداز                                     |
| سلنیوم   | گلوتاتیون پراکسیداز                                                               |
| مختلف    | متالوتیونئین فسفاتاز                                                              |